# Eiju
eiju（えいじゅ）は、日本で幅広く活動するソロのロックアーティスト、作詩家、作曲家である。
ROCKを軸にソロで、音楽を中心にマルチに展開。POPアーティストをはじめプロ野球、スポーツ選手等に登場曲を提供している。
アーティストとしてもマルチに活動。デジタル導入やアナログとの融合など新しいニュアンスを取り入れたeiju の独自の世界を追求、発信している。
全曲全て自身で作詞、作曲、演奏している。
CDジャケットをはじめデザイン活動も行う。
手関節TFCC損傷（三角線維軟骨複合体)を痛め一時活動を休止するもリハビリにより活動を再開。
他アーティストのユニットに参加、作詞、作曲プロデュースを手掛ける。自身のユニット「Candy」を結成している。2020年12月にROCK has NO bordersをコンセプトにイタリアで活動している女性ボーカリストのStefania Martiniと新しいプロジェクトを活動開始。

## 来歴・概要
2000年からeijuとしてソロ活動を開始。CD発売、ライブ活動を行う。
2001年8月にdope-hat（ドープハット）を設立。
他アーティストの楽曲提供、編曲、ミックスなど手掛け作曲家としても活動している。
自らの音楽には独自の世界を追求し全楽曲を自ら作詞、作曲、演奏している。
アルバム2枚シングル3枚を発表している。2005年4月に発売した「Limit」はタワーレコードウィークリーチャートで5位を記録した。
2002年にかねてから親交の深かった埼玉西武ライオンズの潮崎哲也元投手に日本シリーズ試合用テーマ曲「16・Speed&Groove」を制作、提供。
2005年に、埼玉西武ライオンズの小野寺力元投手にシーズン試合用の登場曲2曲を提供した事で親交が深まり、翌年以降もシーズン試合用登場曲を制作、提供している。この事がサンケイスポーツでも取り上げられ、また文化放送にゲスト出演した。
ネットでの活躍の場も増え、「エイジュオフィシャルサイト」でのグッズ販売やプロモーション活動に続き、ダイキサウンド株式会社で着うたフルのダウンロードが開始された後には「エイジュモバイルサイト」を開設。
2006年に、POPシンガーAkiraの「白昼夢」レコーディングにMixなどで参加。
2008に続き、プロ野球埼玉西武ライオンズ小野寺力元投手に2009年もシーズン登場曲「Cool ＆ Move Re-Mix」を制作、提供。
同シーズンに、プロ野球東京ヤクルトスワローズ福地寿樹元選手に2009年のシーズン登場曲「SPEED acceleration」の制作、提供。
また、スキーモーグルで活躍中の伊藤みき選手に、イメージ曲「Mysnow ~みきの舞い~」を制作、提供。
シルバーアクセサリーを好んで着用している。撮影時などはカラーセラピスト、エッセイストとして活躍している桜子(桐生由美子)製作のeijuモデルのネックレスやブレスレットを愛用している。
2015年3月14日Akira（Vo）バンドユニット「Candy」を結成。（KEY）Minaがサポートメンバーに参加。
「Candy」では全ての曲で作曲、アレンジ、プロデュースをしている。
手首の怪我のリハビリで訪れた野沢温泉村が気に入り好きな地名として話している。
BLAZE(大阪)のドラムのBIKKYと親交が深くよくホームページで語られている。BIKKYは先輩にあたり尊敬している。
2018年に北海道を中心に活動していたMinaを自身のレーベルから楽曲をRELEASEさせる。プロデュース、作詞アレンジを手掛ける。曲によりGuitar、Bassを弾いている。
2020年12月にROCK has NO bordersをコンセプトにイタリアで活動している女性ボーカリストのStefania Martiniと新しいプロジェクトを結成。作曲はeiju、作詞はStefania Martiniが担当。

## 使用楽器
- ギター
  - BAT-BOY(FgN) eiju model-1
  - BAT-BOY(FgN) eiju model-2
  - Fender
  - Baccbus
  - Takamineアコースティック
- ギターアンプ
  - Peavey 5150
  - Marshall
  - Jazz Chorus
- ベース
  - フジゲン Anboy(FgN) eiju model
  - Fender
- ベースアンプ
  - Ampeg
  - Trace Elliot

メインギターはFUJIGENのBAT-BOY(eiju MODEL)を使用。
メインベースはFUJIGENのAnboy(eiju MODEL)を使用。
弦はD'Addarioを使用。

## ディスコグラフィ

### アルバム
- Limit/9曲収録 （2005年4月発売）
- Doping examination/9曲収録 （2001年6月発売）

### シングル
- Do You Happy?(どうよ？ハッピー？）Re-mix/2曲収録 （2001年12月ネット限定発売）
- fly again/3曲収録 （2001年6月発売）

### 提供曲、制作提供
- 埼玉西武ライオンズ 潮崎哲也元投手 - 日本シリーズ試合用テーマ曲、制作、提供
  - 「16・Speed&Groove」（2002年/非売品）
- 埼玉西武ライオンズ 小野寺力元投手 - シーズン試合用テーマ曲、制作、提供
  - 「一夜」「Limit#14」（2005年/非売品）
  - 「一夜/2006・Re-mix」（2006年/非売品）
  - 「 Cool ＆ Move 」（2008年/非売品）
  - 「 Cool ＆ Move Re-Mix」（2009年/非売品）
- 東京ヤクルトスワローズ 福地寿樹元選手 - シーズン試合用テーマ曲、制作、提供
  - 「 SPEED ACCELERATION 」（2009年/非売品）
- POPシンガーAkiraのマキシシングルのRecording & Mixを手掛ける
  - Akira「Silent Scene」（2007年/01.11発売）
- Vシネ映画＜横浜暗黒街 　華炎＞の主題歌に2nd Album、Limitの中から「today」が採用
  - 「横浜暗黒街 　華炎 」（2008年/04.25発売）
- ユニットEVER LASTINGのマキシシングルに一曲、Guitar、Bassで参加
  - 「EVER LASTING ~FAKE STAR~」（2009年/03発売）
- スキーモーグルで活躍されている伊藤みき選手にバンクーバーオリンピック用イメージ応援曲を制作、提供
  - 「My snow ~みきの舞~」（2009年/04/30発売）
- 北海道で活動する女性シンガーMinaをプロデュース。またアレンジ、作詞、Bass、Guitarで参加。
  - 「浮世」MO-8749（2018年/05/22発売）
  - 「ありがとう」MO-8750（2018年/07/07発売）
  - 「Without you」MO-8751（2019年/04/11発売）
  - 「浮世 re-mix」MO-8752（2021年/08/24発売）
  - 1st MV「浮世 re-mix」Mina feat.eijuを配信（2022年/02/20公開）
- ゴスペル女性シンガーnyanをプロデュース。アレンジ、Bass、Guitarで参加。
  - 「SAKULULLABY-サクララバイ-」NY-1210（2021年/12/10発売）

### ユニット
- eijuが結成したCandyが「Paint it black」がweb発売
  - 「Paint it black」CA-1788（2017年/08/08発売）
- Candyとしての2nd single「sky」がweb発売
  - 「sky」CA-1712（2017年/12/12発売）
- Candyとしての3rd single「Cristal〜結晶の渦〜」がweb発売
  - 「Cristal〜結晶の渦〜」CA-1866（2018年/06/06発売）
- Candyとしての4th single「Cloudy melody ~曇った旋律~」がweb発売
  - 「Cloudy melody」CA-1933（2019年/03/03発売）
- Candyとしての5th single「Rain」がweb発売
  - 「Rain」CA-1912（2019年/12/22発売）
- Candyとしての6th single「wall」がweb発売
  - 「wall」CA-2088（2020年/08/08発売）
- Candyとしての7th single「sky ReMix」がweb発売
  - 「sky ReMix」CA-2011（2020年/11/11発売）
- imagePV
  - 「Rain」をCandy CHANNELで配信（2020.09.22）作詞Akira_Mori作曲eiju
- Candyとしての8th single「indelible pain」がweb発売
  - 「indelible pain」CA-2104（2021年/04/22発売）
- Candyとしての9th single「Crystal RE-MIX」がweb発売
  - 「Crystal RE-MIX」CA-2166（2021年/06/06発売）
- Candyとしての10th single「SHIVERING FIST」(CA-0515)を発売（2022.05.15）作詞Akira_Mori作曲eiju
- official MV
  - 「SHIVERING FIST」をCandy CHANNEL、YouTubeで配信（2022.09.22）作詞Akira_Mori作曲eiju

### feat.
- eijuが海外ミュージシャンStefania Martiniとのfeat.
  - eiju feat.Stefania Martini「Leaves in Fall」ej-2105（2021年/05/25発売）Lyrics-Stefania Martini.Music-eiju
  - eiju feat.Stefania Martini「Leaves in Fall」Lyric-MVを配信(2021年09/02)
  - eiju feat.Stefania Martini「New Life」ej-2206（2022年/06/11発売）Lyrics-Stefania Martini.Music-eiju.Piano-Mina
  - eiju feat.Stefania Martini「Voices」ej-2212（2022年/12/15発売）Lyrics-Stefania Martini.Music-eiju.Piano-Mina